# Phyllanthus nanellus
Phyllanthus nanellus är en emblikaväxtart som beskrevs av Ping Tao Li. Phyllanthus nanellus ingår i släktet Phyllanthus och familjen emblikaväxter.
Artens utbredningsområde är Hainan (Kina). Inga underarter finns listade i Catalogue of Life.